# Camp de Rodet
Camp de Rodet és una masia situada al municipi de Riudaura a la comarca de la Garrotxa, a 967 metres d'altitud Va ser construïda l'any 1900, i consta de 294 m²
La cabanya se situa separada del mas i cap en un cantó, formant juntament amb el mas i uns coberts existents un pati. La volumentria de la cabanya és rectangular amb baixos i una planta pis. La teulada és a dos aiguavessos vers les façanes laterals. La cabana està formada per dues crugies on més de la meitat de la façana frontal està tancada per mur de pedra. En un dels murs de tancament de la façana principal, hi ha una arcada de punt rodó. La coberta és sobre bígam de fusta i fusta en sec, amb la volada en el ràfec davanter. Els murs de tancament de la cabanya són de pedra sense tallar.